# Геппі (Техас)
Геппі (англ. Happy) — місто (англ. town) в США, в округах Свішер і Рендалл штату Техас. Населення — 602 особи (2020).

## Географія
Геппі розташоване за координатами 34°44′30″ пн. ш. 101°51′26″ зх. д. / 34.74167° пн. ш. 101.85722° зх. д. (34.741581, -101.857144).  За даними Бюро перепису населення США в 2010 році місто мало площу 2,75 км², уся площа — суходіл.

## Демографія
Згідно з переписом 2010 року, у місті мешкало 678 осіб у 264 домогосподарствах у складі 173 родин. Густота населення становила 247 осіб/км².  Було 301 помешкання (110/км²).
Расовий склад населення:
| - 88,1 % — білих - 1,8 % — корінних американців - 0,3 % — чорних або афроамериканців - 8,1 % — осіб інших рас |

До двох чи більше рас належало 1,8 %. Частка іспаномовних становила 22,0 % від усіх жителів.
За віковим діапазоном населення розподілялося таким чином: 28,5 % — особи молодші 18 років, 54,4 % — особи у віці 18—64 років, 17,1 % — особи у віці 65 років та старші. Медіана віку мешканця становила 37,6 року. На 100 осіб жіночої статі у місті припадало 89,9 чоловіків;  на 100 жінок у віці від 18 років та старших — 94,0 чоловіків також старших 18 років.
Середній дохід на одне домашнє господарство  становив 51 620 доларів США (медіана — 39 583), а середній дохід на одну сім'ю — 65 364 долари (медіана — 52 143). Медіана доходів становила 44 167 доларів для чоловіків та 41 806 доларів для жінок. За межею бідності перебувало 28,8 % осіб, у тому числі 31,6 % дітей у віці до 18 років та 15,3 % осіб у віці 65 років та старших.
Цивільне працевлаштоване населення становило 293 особи. Основні галузі зайнятості: освіта, охорона здоров'я та соціальна допомога — 24,6 %, будівництво — 17,7 %, роздрібна торгівля — 16,0 %.